# Aetosauria
Gli aetosauri (Aetosauria Lydekker, 1889, dal greco antico ἀετός (aetos, "aquila") e σαυρος (sauros, "lucertola")), impropriamente chiamati anche etosauri, sono un gruppo di rettili estinti corazzati, vissuti nel Triassico superiore (tra 225 e 210 milioni di anni fa).

## Descrizione
L'aspetto di questi animali era vagamente simile a quello di coccodrilli dalle lunghe zampe, ma il corpo era ricoperto da una spessa corazza formata da placche ossee che si incastravano tra loro. Queste grosse strutture quadrangolari proteggevano il dorso, i fianchi, il ventre e la potente coda. In vita, queste placche erano probabilmente ricoperte di materiale corneo. Il muso degli aetosauri era davvero particolare: dotato di un profilo vagamente "all'insù", assomigliava a quello dei maiali.
La testa di questi animali era piuttosto piccola se confrontata con le dimensioni del corpo. I denti erano piccoli e a forma di foglia, il che indica una dieta erbivora (anche se almeno un esemplare è stato descritto avente un becco cheratinoso e denti a forma di piolo come possibile adattamento per una dieta a base di insetti). Studi sulla scatola cranica di questi animali indica che gli aetosauri sono imparentati con i crocodilomorfi. Come i rauisuchi, gli aetosauri si muovevano alti sulle quattro zampe; le estremità assomigliavano a quelle dei fitosauri in alcune caratteristiche primitive. Per quanto riguarda il corpo, le affinità vanno ricercate tra i rauisuchi o tra i coccodrilli.

## Diversificazione

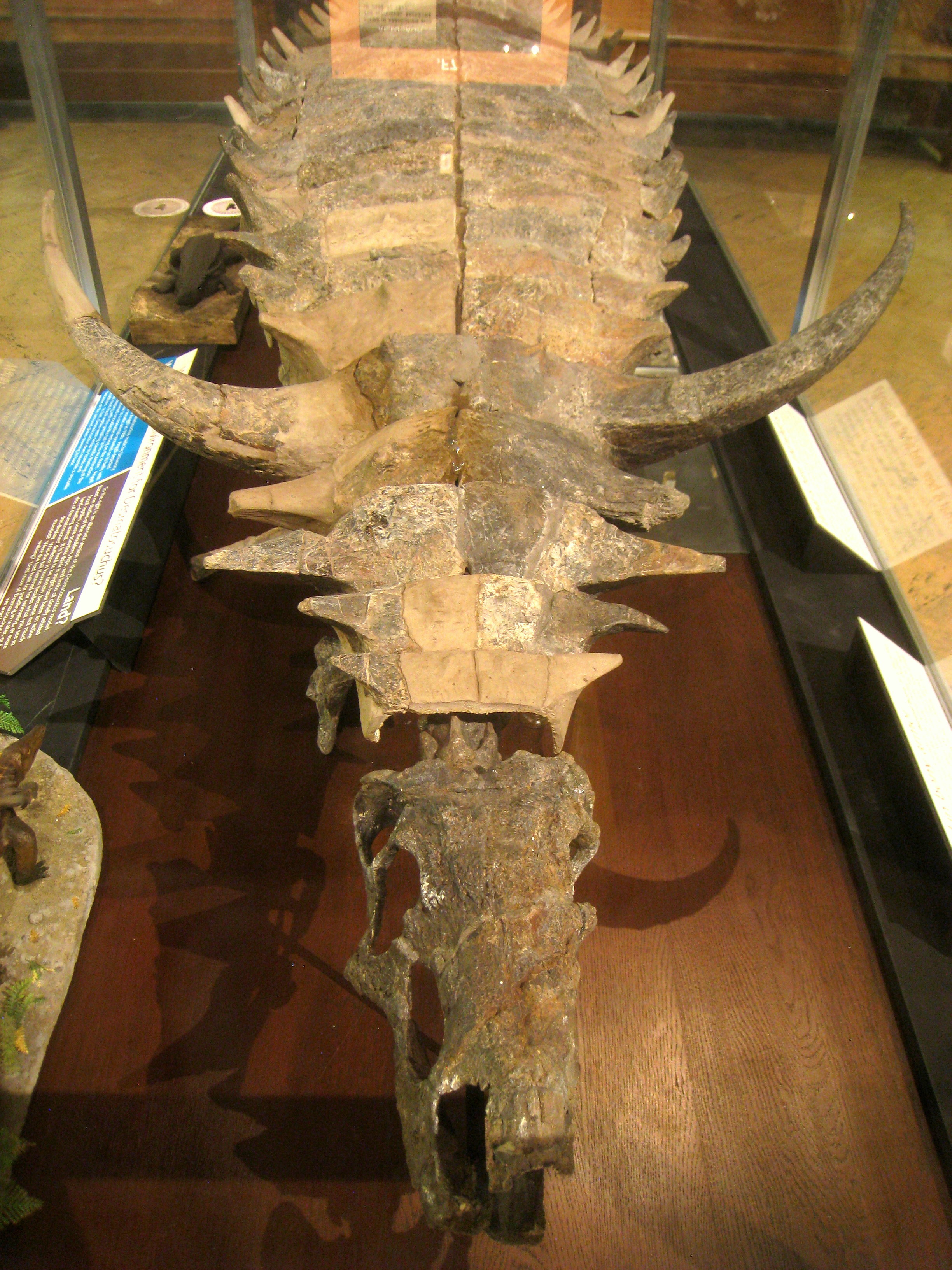
Scheletro fossile di Desmatosuchus

I generi più primitivi appartenenti a questo gruppo, come il diffusissimo Aetosaurus e il successivo Coahomasuchus, raggiungevano la lunghezza di un metro. Altre forme più evolute erano lunghe anche tre metri o più: Typothorax e Paratypothorax possedevano strani corpi allargati simili a quelli delle tartarughe, mentre Desmatosuchus, che poteva raggiungere i 5 metri di lunghezza, possedeva un corpo stretto armato di lunghe spine sopra le spalle, che permettevano all'animale di difendersi al meglio. Altri generi abbastanza noti sono Stagonolepis e Neoaetosauroides.

## Distribuzione
Fossili di aetosauri sono stati rinvenuti in Scozia, Germania, Italia, Groenlandia, Stati Uniti, Argentina e Madagascar. Dal momento che le loro placche fossili sono spesso rinvenute isolate e hanno un'ampia distribuzione geografica ma un breve spazio stratigrafico, gli aetosauri servono come fossili guida nelle faune di tetrapodi del Triassico, al pari dei fitosauri.

## Tassonomia
```
†
Aetosauria
 Marsh, 1884 (non Lydekker, 1889) [Aëtosauria Marsh, 1884]
  `--o †Stagonolepididae Lydekker, 1887 sensu Heckert & Lucas, 2000
     |?- †
Acompsosaurus
 Mehl, 1915
     |?- †
Chilenosuchus
 Casamiquela, 1981
     |?- †
Ebrachosaurus singularis
 Kuhn, 1936
     |?- †
Stegomus arcuatus
 Marsh, 1896
     |--o †Desmatosuchinae Huene, 1942 sensu Heckert & Lucas, 2000
     |  |-- †
Longosuchus meadei
 (Sawin, 1947) Hunt & Lucas, 1990 
     |  `--+-- †
Lucasuchus hunti

     |     `--+-- †
Acaenasuchus geoffroyi
 
     |        `—o †
Desmatosuchus
 Case, 1920; U.Trias. NA. 
     |           |-- †
D. haplocerus
 (Cope, 1892)
     |           `-- †
D. smalli
 Parker, 2005 
     `—o †Aetosaurinae Marsh, 1884 sensu Heckert & Lucas, 2000
        |--+-- †
Coahomasuchus kahleorum
 Heckert & Lucas, 1999
        |  |-- †
Neoaetosauroides engaeus
 Bonaparte, 1969
        |  `--+--o †
Aetosaurus
 O. Fraas, 1887
        |     |  |-- †
A. ferratus
 O. Fraas, 1887
        |     |  `?- †
A. crassicauda
 E. Fraas, 1907 
        |     |-- †
Aetosauroides scagliai

        |     `--o †
Stagonolepis
 Agassiz, 1844
        |        |-- †
S. robertsoni
 Agassiz, 1844 
        |        `-- †
S. wellesi
 (Long & Bellew, 1985) Murray & Long, 1989 
        `--o †Typothoracisinae Parker, 2007
           |--+-- †
Redondasuchus reseri

           |  `—o †
Typothorax
 Cope, 1892; U.Trias. NA.
           |     |-- †
T. antiquum
 Lucas, Heckert & Hunt, 2002
           |     `-- †
T. coccinarum
 Cope, 1892
           `—o †Paratypothoracisini Parker, 2007
              |-- TTUP 545
              `--+-- †“Desmatosuchus” 
chamaensis
 (Zeigler, Heckert & Lucas, 2002) 
                 `-- †
Paratypothorax andressorum
 Long & Bellew, 1985
```